# Hideous Divinity
Hideous Divinity ist eine  Brutal- und Technical-Death-Metal-Band aus Italien und Norwegen, die im Jahr 2006 gegründet wurde.

## Geschichte
Die Band wurde gegen Ende des Jahres 2006 vom Hour-of-Penance-Gründungsmitglied Enrico Schettino gegründet. Kurze Zeit später kamen der Schlagzeuger Mauro Mercurio und der Sänger Carlos „Synder“ Mastantuono zur Besetzung. Gegen Ende des Jahres 2007 folgte ein erstes Demo, das zwei Lieder enthält. Nach einer längeren Pause fand sich im Jahr 2009 eine feste Besetzung. Die Gruppe bestand nun aus dem Sänger Enrico „H.“ Di Lorenzo, den Gitarristen Enrico Schettino und Fabio Bartoletti, dem Bassisten Flavio Cardozo und dem Schlagzeuger Maurizio Montagna. Daraufhin wurde die Gruppe von Insision auf zwei Festivals in Skandinavien, die Ende 2010 stattfanden, eingeladen. Nach einem weiteren Auftritt in Skandinavien, dieses Mal auf dem norwegischen Inferno Metal Festival Norway, begab sich die Band im Juli 2011 in die 16th Cellar Studios, wobei Stefano „Saul“ Morabito als Produzent tätig war. Das Debüt erschien im April 2012 unter dem Namen Obeisance Rising. Die Band bestand hierauf aus dem Bassisten Flavio Marun Cardozo, dem Schlagzeuger Maurizio Montagna, den Gitarristen Enrico Schettino und Fabio Bartoletti und dem Sänger Enrico „H.“ Di Lorenzo. Vorher waren bereits Stefano Franceschini als neuer Bassist und Giulio Galati als neuer Schlagzeuger zur Band gekommen.

## Stil
Laut Bandbiografie auf der Webpräsenz von Unique Leader Records habe sich die Gruppe an den Werken von Nile, Immolation und Hate orientiert. Obeisance Rising widme sich inhaltlich John Carpenters Film Sie leben. Laut Merginator von headbangorgtfo.com spiele die Band auf Obeisance Rising technisch anspruchsvollen und brutalen Death Metal, der aggressiver als die Musik von Behemoth und schneller als die von Hour of Penance sei.

## Diskografie
- 2007: Sinful Star Necrolatry (Demo, Eigenveröffentlichung)
- 2012: Obeisance Rising (Album, Unique Leader Records)
- 2014: Cobra Verde (Album, Unique Leader Records)
- 2017: Adveniens (Album, Unique Leader Records)
- 2019: Simulcarum (Album, Century Media)
- 2024: Unxitinct (Album, Century Media)